# Вулька-Здзівуйська
Вулька-Здзівуйська (пол. Wólka Zdziwójska) — село в Польщі, у гміні Хожеле Пшасниського повіту Мазовецького воєводства.
Населення — 20 осіб (2011).
У 1975-1998 роках село належало до Остроленцького воєводства.

## Демографія
Демографічна структура станом на 31 березня 2011 року:
|          | Загалом | Допрацездатний вік | Працездатний вік | Постпрацездатний вік |
| -------- | ------- | ------------------ | ---------------- | -------------------- |
| Чоловіки | 14      | 4                  | 9                | 1                    |
| Жінки    | 6       | 1                  | 3                | 2                    |
| Разом    | 20      | 5                  | 12               | 3                    |